# Nadine Krause
Nadine Krause (født 25. Marts 1982 i Waiblingen) er en tysk håndboldspiller der spiller for Tysklands håndboldlandshold. Hun fik debut på det tyske A-landshold i 1999 som 17 årig. Hun var topscorer VM i håndbold 2005 og blev kåret som Verdens bedste håndboldspiller i 2006.

## Meritter
- DHB-Pokal:
  - Vinder: 2002
- Landspokalturneringen:
  - Vinder: 2009
- EHF Challenge Cup:
  - Vinder: 2005
- EHF Cup Winners' Cup:
  - Vinder: 2009
- Verdensmesterskabet:
  - Bronzemedalist: 2007

## Priser
- Verdens bedste håndboldspiller: 2006
- Årets håndboldspiller i Tyskland: 2005, 2006
- All-Star bedste venstre back ved EM i håndbold: 2004
- Bedste spiller i Bundesligaen: 2004–05, 2005–06, 2006–07[3]
- VM i håndbold Topscorer: 2005
- EM i håndbold Topscorer: 2006
- Bundesliga Topscorer: 2005, 2006
- Damehåndboldligaen Topscorer: 2008